# Конант, Корнелия
Корнелия Конант (англ. Cornelia Conant) — американская художница и писательница.

## Биография

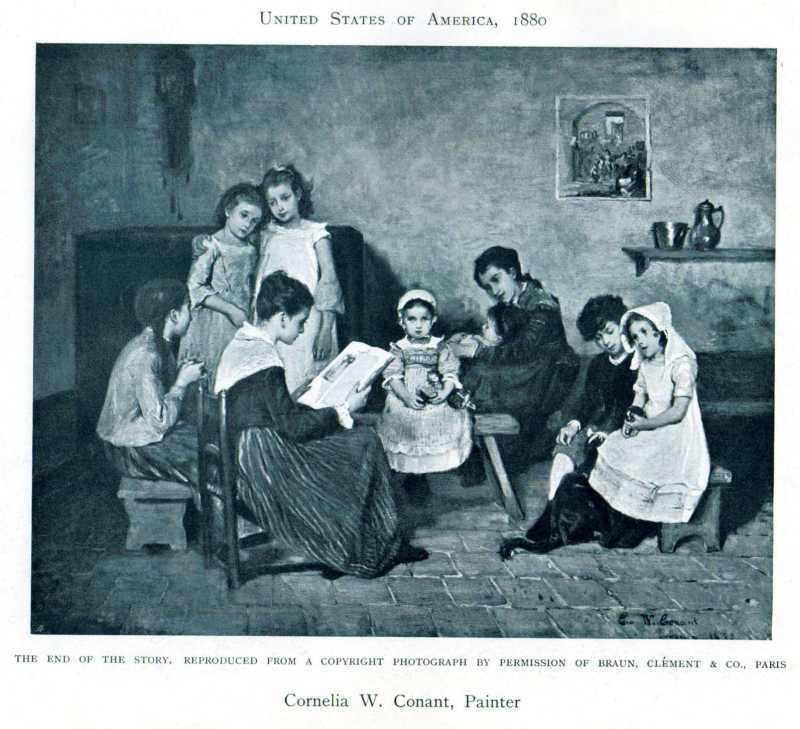
Картина «The End of the Story»

Точных данных о рождении и смерти художницы нет, известно, что работала она на рубеже XIX и XX веков.
В 1894 году Конант была членом комитета Бруклинского клуба искусств и выставляла работы в Бруклинской художественной ассоциации (Brooklyn Art Association) и Национальной академии дизайна.
Дважды, в 1881 и 1896 годах посещала Францию, жила в городе Экуан. Во второй раз находилась там со своими сёстрами Blandine и Clara. Выставлялась на Парижском салоне: в 1879 году с картиной «The Family Life», в 1880 году — с картиной «The End of the Story».
Она также была писательницей, в частности, написала об учебной поездке в Бельгию в статье для журнала Harper's Magazine, где рассказывала о школе, которой руководил художник Пьер Эдуард Фрер.
Картина Корнелии Конант «The End of the Story» была включена в книгу 1905 года «Women Painters of the World».